# Paraclis
Paraclisul (din greacă Paraklesis, în trad. „pentru a chema”) este o slujbă de rugăciune în Bisericile Răsăritene – Bisericile ortodoxe, Bisericile catolice de rit bizantin – specifică pentru cei vii (spre deosebire de parastas, care este o slujbă pentru cei decedați). Cel mai adesea, această rugăciune este adresată Maicii Domnului, dar poate fi folosită pentru a cere mijlocirea oricărui alt sfânt. Trăsătura distinctivă a paraclisului este includerea unui canon de rugăciune către sfântul a cărui mijlocire este cerută. Paraclisul poate fi slujit de sine-stătător sau, într-o formă ușor scurtată, împreună cu Vecernia. 
În tradiția slavă există o slujbă similară care se numește moliftă—aceasta poate fi slujită separat sau împreună cu Sfânta Liturghie.
Un alt sens al cuvântului este de capelă ortodoxă.

## Paraclisul Adormirii Maicii Domnului
În postul Sfintei Marii (1-14 august), se slujește un paraclis în fiecare seară, cu excepția serilor de sâmbătă și a celor de dinaintea sărbătorilor Schimbarea la Față (5 august) și Adormirea Maicii Domnului (14 august).
Paraclisul din Postul Sfintei Marii conține, alternativ, Canonul mic de rugăciune către Maica Domnului (compus de Theosterictus Călugărul în secolul al IX-lea) și Canonul mic de rugăciune către Maica Domnului (compus de Împăratul Teodor I Ducas Lascaris în secolul al XIII-lea).
Ciclul paracliselor postului Sfintei Marii este determinat folosind două reguli practice: (a) dacă 1 august cade de luni până vineri; și (b) în seara de duminică se slujește întotdeauna Canonul mare de rugăciune.

## Alte Paraclise ale Maicii Domnului
În afara postului Sfintei Marii, paraclisele către Maica Domnului sunt întotdeauna slujite cu Canonul mic de rugăciune.

## Texte ale canoanelor de rugăciune
Textele diferitelor canoane de rugăciune pot fi găsite în multe cărți populare de rugăciune, cărți de slujbă și Ceaslov.